# 타칭 이름과 자칭 이름
타칭 이름(exonym, 타칭 명칭, 타칭 지명)이란 어느 국가나 지역 내에 살고 있는 사람들 외에 외부인이 그 국가나 지역이나 언어 등에 붙인 이름을 말한다. 이에 대해 국가나 지역 내부 사람들이 붙인 이름은 자칭 이름(endonym, 자칭 명칭, 자칭 지명)이라고 한다.

## 예시
대한민국을 예로 들면, 국명에 대해 자칭지명은 대한민국 또는 한국이고, 타칭 지명은 Korea, 남조선, 솔롱고스 등이 있다. 스페인의 경우, '스페인'(Spain)은 영어권에서 부르는 타칭 지명이고, '에스파냐'는 자칭지명이다. 타칭 지명은 어원이 완전히 다른 경우도 있으나, 어원이 같더라도 여러 가지 유사한 철자로 나타나기도 한다. '런던'(London)이 'Londres'(프랑스, 스페인, 포르투갈) 'Londen'(네덜란드), 'Lontoo'(핀란드)가 되는 것이 그 예이다. 또한 넓은 의미에서 철자마저 같은 단어라도 각 언어 발음의 차이로 인해 타칭지명이 되기도 한다. '파리'(Paris)가 영어에서 '패리스'로 발음되는 것이 그 대표적인 예이다. 단, 이 경우, 발음의 유사성보다는 외국 지명을 자국어의 음운체계에 맞춰 발음하고자 하느냐, 현지어의 음운체계에 맞춰 발음하고자 하느냐하는 의도가 더 중요하다고 보는 것이 타당하다. 20세기 들어 많은 식민지 국가들이 구 식민제국으로부터 붙여진 타칭 지명을 거부하는 움직임이 있었다 (경성→서울, 바타비아→자카르타, 캘커타→콜카타). 또한 분쟁중인 국가사이의 자칭, 타칭 지명은 영토문제를 포함한 정치적 문제를 포함하고 있기도 한다.

### 여러 가지 예시
- 1990년 대한민국과 수교한 몽골은 중국어에서 유래된 몽고(중국어: 蒙古)에는 비하적인 의미가 있다고 하여, '몽골'로 바꿔줄 것을 요구
- 대한민국은 중화인민공화국에 서울특별시의 중국어 표기를 한청(중국어: 漢城)에서 서우얼(중국어: 首爾,首尔)로 사용해 줄 것을 요구
- 유엔 주재 조선민주주의인민공화국 대사는 일본의 북조선(일본어: 北朝鮮)호칭에 대해 정식 국명 사용을 요구[1]
- 코트디부아르(프랑스어: Côte d’Ivoire) 정부는 1985년 자국 국명을 외국어로 의역(영어: Ivory Coast 아이보리코스트[*] 등)하지 말 것을 요구
- 우크라이나는 수도 키예프에 대해 러시아어 발음에서 유래되었다는 이유로 영문(로마자) 명칭을 키예프 대신 키이우(우크라이나어: Kyiv)로 사용할 것을 요구
- 벨라루스는 자칭 지명 Belarus를 모든 국가, 모든 언어에서 사용되어야 한다고 요구
- 조지아는 2008년부터 러시아어식 지명 '그루지야'를 지양할 것을 요구
- 중화민국은 1949년 이후부터 타이완섬의 이름을 딴 '타이완'(대만)으로 불리고 있음

## 영토 분쟁 혹은 이름에 대한 분쟁
- 독도(대한민국) - 다케시마(일본) - 리앙쿠르 암초(국제)
- 센카쿠 열도(일본) - 댜오위다오(중화인민공화국, 중화민국)
- 사할린섬(러시아) - 가라후토(일본)
- 포클랜드 제도(영국) - 말비나스 제도(아르헨티나)
- 이스탄불(터키) - 콘스탄티누폴리(그리스)
- 그단스크(폴란드) - 단치히(독일)
- 마케도니아 국호 분쟁

## 같이 보기
- 쉽볼렛
- 환유
- 다리어
- 조로아스터교 다리어